# Malis herrlandslag i volleyboll
Malis herrlandslag i volleyboll representerar Mali i volleyboll på herrsidan. Laget har deltagit i afrikanska mästerskapet två gånger. 
Malis herrlandslag är 2024 sist (89:e) på FIVB-rankingen över aktiva lag.

### Fotnoter
1. ↑  ”Volleyball, Africa: African Championship 2021 Standings - Soccerstand.com” (på engelska). https://www.soccerstand.com/volleyball/africa/african-championship-2021/standings/#/EysMt5sA/draw. Läst 1 november 2023.
2. ↑  ”Live Center - Men's African Nations Championship 2023” (på engelska). Fédération Internationale de Volleyball. https://live.app.fivb.com/tournaments/1408/matches. Läst 31 oktober 2023.
3. ↑  Senaste tillfället då någon kontrollerade att de inmatade tabelluppgifterna stämmer. Uppgifter kan ha matats in senare utan att kontrolleras av någon annan
4. ↑  ”Official Men’s Volleyball World Ranking”. Volleyball World. https://en.volleyballworld.com/volleyball/world-ranking/men. Läst 11 november 2024.